# Jannette Burr
Jannette Weston Burr, ameriška alpska smučarka, * 30. april 1927, Seattle, ZDA.
Nastopila je na Olimpijskih igrah 1952, kjer je osvojila petnajsto mesto v slalomu in 22. v veleslalomu, ter Svetovnem prvenstvu 1954, kjer je osvojila bronasto medaljo v slalomu in četrto mesto v smuku.